# Тущыбас
Тущыба́с (Тущибас, Тщебас, Тще-Бас, каз. Тұщыбас) — гипергалинное озеро на территории бывшего Аральского моря. Располагается между Малым и Большим Аралом. Является третьим по величине непересыхающим озером на территории Аральского моря.
Образовалось в результате снижения уровня Аральского моря из одноимённого залива на его северо-западной окраине. При этом уровень воды упал с 50 м до 28 м.

## История
Залив Тущыбас был опреснён за счёт того, что на его дне выходили родниками воды зоны разгрузки Челкарского артезианского бассейна.
На берегу располагался рыбацкий посёлок Куланды.

Падение уровня Аральского моря с 1960 по 2010 годы

После разделения моря на Малое (Северное) и Большое (Южное) залив Тущыбас являлся самой северной частью Большого Арала. Осенью 2004 года залив Тущыбас отделился от Большого Арала. Временное восстановление связи с Восточным Большим Аралом происходит во время весеннего сброса большого количества воды из Малого Арала.
До начала высыхания Аральского моря заливы Тущыбас и Шевченко разделяли полуостров Каратуп и остров Кокарал, между которыми находился узкий пролив Аузы-Кокарал глубиною не более 2 м. В 2005 году залив Шевченко был частично восстановлен с помощью Кокаральской плотины, построенной в проливе Берга, глубина которого достигала 13 метров.
В 2007 году солёность составляла 90 промилле, в то время, как в Большом Восточном — 120…160, Большом Западном — 100, в Малом Арале — 11…14 промилле. Уровень воды — 30,5 м над уровнем моря. Беспозвоночных насчитывалось 8 видов аборигенов и 2 вида вселенцев. В 2009 году уровень снизился до отметки 28 м, при этом солёность возросла до 100 промилле.
Площадь озера в 2009 году составляла 338 км², а в 2010 году за счет весеннего сброса воды из Северного Арала составила 1165 км².